# Megaselia aequaliseta
Megaselia aequaliseta är en tvåvingeart som först beskrevs av Borgmeier 1963.  Megaselia aequaliseta ingår i släktet Megaselia och familjen puckelflugor. Inga underarter finns listade i Catalogue of Life.